# Fediverse
Fediverse (blend anglických slov "federation" a "universe", tedy federace a vesmír) je skupina sociálních sítí, které mohou vzájemně komunikovat, přestože zůstávají nezávislými platformami. Uživatelé různých sociálních sítí a webových stránek mohou posílat a přijímat aktualizace od jiných uživatelů napříč sítí.
Nejšířeji používaným protokolem pro komunikaci v rámci fediverse je ActivityPub, standard sdružení W3C. Mezi platformy umožňující komunikaci ve fediverse jsou například Mastodon, Lemmy, PeerTube, Pixelfed nebo Threads.
Skoro všechny platformy fediverse jsou svobodný a open-source software.